# Guido Bodrato
Guido Bodrato (ur. 27 marca 1933 w Monteu Roero, zm. 8 czerwca 2023) – włoski polityk, wieloletni parlamentarzysta krajowy, minister w kilku rządach, deputowany do Parlamentu Europejskiego V kadencji.

## Życiorys
Z wykształcenia prawnik, absolwent Uniwersytetu Turyńskiego. Pracował jako nauczyciel akademicki. Opublikował liczne prace z zakresu politologii i integracji europejskiej. Zaangażował się w działalność Chrześcijańskiej Demokracji. Był radnym miejskim w Turynie. W latach 1968–1994 z jej ramienia był posłem do Izby Deputowanych V, VI, VII, VIII, IX, X i XI kadencji.
Do rządu po raz pierwszy wszedł w październiku 1980 jako minister edukacji w gabinecie Arnalda Forlaniego. Był nim również w dwóch kolejnych rządach Giovanniego Spadoliniego. W grudniu 1982 premier Amintore Fanfani powierzył mu resort budżetu i programowania gospodarczego, którym kierował do sierpnia następnego roku. Od kwietnia 1991 do czerwca 1992 Guido Bodrato pełnił funkcję ministra przemysłu, handlu i rzemiosła w gabinecie Giulia Andreottiego.
Po rozwiązaniu chadecji został członkiem Włoskiej Partii Ludowej. W 1994 znalazł się poza parlamentem, w drugiej połowie lat 90. był redaktorem naczelnym partyjnego organu prasowego „Il Popolo”. W wyborach w 1999 uzyskał mandat posła do Parlamentu Europejskiego V kadencji. Był członkiem m.in. grupy chadeckiej, a także Komisji Przemysłu, Handlu Zewnętrznego, Badań Naukowych i Energii. W PE zasiadał do 2004. Wraz z PPI przystąpił do partii Margherita, a w 2007 został członkiem Partii Demokratycznej.